# Патрік Кошіцькі
Патрік Кошіцькі — чеський високопосадовець, історик, фахівець з дослідження злочинів комуністичного режиму в Чехії.

## Біографія
- 1973 — закінчив філософський факультет Коменського університету в Братиславі (Словаччина).
- 2000—2003 — працював в громадській організації Člověk v tísni («Людина в біді»). В рамках цієї роботи брав участь в гуманітарних місіях в Косово, Чечні, Афганістані та Сербії.
- 2003—2006 — голова відділення з відновлення документів Інституту пам'яті народу в Словаччині.
- 2004—2007 — помічник редактора і редактором щоквартальника «Пам'ять нації».
- з 10 січня 2010 року — директором секретаріату Інституту дослідження тоталітарних режимів (Прага).
- з вересня 2013 року працює в уряді Чехії, в Етичному комітеті з нагороди учасників опозиції та опору проти комунізму.

## Сімейний стан
- Патрік одружений